# Tephrochlamys fasciata
Tephrochlamys fasciata är en tvåvingeart som beskrevs av Leander Czerny 1924. Tephrochlamys fasciata ingår i släktet Tephrochlamys och familjen myllflugor.
Artens utbredningsområde är Vietnam. Inga underarter finns listade i Catalogue of Life.